# 100 meter för herrar i friidrott vid olympiska sommarspelen 1976
100 meter herrar vid olympiska sommarspelen 1976 i Montréal avgjordes 23-24 juli. 

## Medaljörer
| Gren      | Guld                                  | Guld  | Silver                | Silver | Brons                          | Brons |
| 100 meter | Hasely Crawford · Trinidad och Tobago | 10,06 | Don Quarrie · Jamaica | 10,08  | Valerij Borzov · Sovjetunionen | 10,14 |

## Final
- Hölls 24 juli 1976

| Placering | Final                     | Tid   |
| --------- | ------------------------- | ----- |
|           | Hasely Crawford (TRI)     | 10,06 |
|           | Don Quarrie (JAM)         | 10,08 |
|           | Valerij Borzov (URS)      | 10,14 |
| 4.        | Harvey Glance (USA)       | 10,19 |
| 5.        | Guy Abrahams (PAN)        | 10,25 |
| 6.        | Johnny Jones (USA)        | 10,27 |
| 7.        | Klaus-Dieter Kurrat (GDR) | 10,31 |
| 8.        | Petar Petrov (BUL)        | 10,35 |

## Semifinaler
- Hölls 24 juli 1976

| Placering | Heat 1                    | Tid   |
| --------- | ------------------------- | ----- |
| 1.        | Harvey Glance (USA)       | 10,24 |
| 2.        | Valerij Borzov (URS)      | 10.30 |
| 3.        | Klaus-Dieter Kurrat (GDR) | 10.30 |
| 4.        | Guy Abrahams (PAN)        | 10.37 |
| 5.        | Marvin Nash (CAN)         | 10.52 |
| 6.        | Ainsley Armstrong (TRI)   | 10.52 |
| 7.        | Rui da Silva (BRA)        | 10.54 |
| 8.        | Marian Woronin (POL)      | 10.69 |

| Placering | Heat 2                  | Tid   |
| --------- | ----------------------- | ----- |
| 1.        | Hasely Crawford (TRI)   | 10,22 |
| 2.        | Don Quarrie (JAM)       | 10.26 |
| 3.        | Johnny Jones (USA)      | 10.30 |
| 4.        | Petar Petrov (BUL)      | 10.30 |
| 5.        | Steve Riddick (USA)     | 10.33 |
| 6.        | Amadou Meité (CIV)      | 10.46 |
| 7.        | Aleksandr Aksinin (URS) | 10.50 |
| 8.        | Alexander Thieme (GDR)  | 10.50 |

## Kvartsfinaler
- Hölls 23 juli 1976

| Placering | Heat 1                  | Tid   |
| --------- | ----------------------- | ----- |
| 1.        | Don Quarrie (JAM)       | 10,33 |
| 2.        | Steve Riddick (USA)     | 10.36 |
| 3.        | Marvin Nash (CAN)       | 10.48 |
| 4.        | Aleksandr Aksinin (URS) | 10.55 |
| 5.        | Dennis Trott (BER)      | 10.64 |
| 6.        | Anat Ratanapol (THA)    | 10.65 |
| 7.        | Luciano Caravani (ITA)  | 10.81 |
| 8.        | Gilles Échevin (FRA)    | 12.00 |

| Placering | Heat 2                    | Tid   |
| --------- | ------------------------- | ----- |
| 1.        | Guy Abrahams (PAN)        | 10,35 |
| 2.        | Johnny Jones (USA)        | 10.46 |
| 3.        | Alexander Thieme (GDR)    | 10.50 |
| 4.        | Marian Woronin (POL)      | 10.53 |
| 5.        | Silvio Leonard (CUB)      | 10.59 |
| 6.        | Sammy Monsels (SUR)       | 10.61 |
| 7.        | Colin Bradford (JAM)      | 10.62 |
| 8.        | Christer Garpenborg (SWE) | 10.63 |

| Placering | Heat 3                     | Tid   |
| --------- | -------------------------- | ----- |
| 1.        | Hasely Crawford (TRI)      | 10,29 |
| 2.        | Valerij Borzov (URS)       | 10.39 |
| 3.        | Amadou Meité (CIV)         | 10.45 |
| 4.        | Rui da Silva (BRA)         | 10.57 |
| 5.        | Andrzej Świerczyński (POL) | 10.59 |
| 6.        | Adama Fall (SEN)           | 10.60 |
| 7.        | Klaus Bieler (FRG)         | 10.80 |
| —         | Michael Sands (BAH)        | DNS   |

| Placering | Heat 4                    | Tid   |
| --------- | ------------------------- | ----- |
| 1.        | Harvey Glance (USA)       | 10,23 |
| 2.        | Klaus-Dieter Kurrat (GDR) | 10.29 |
| 3.        | Petar Petrov (BUL)        | 10.30 |
| 4.        | Ainsley Armstrong (TRI)   | 10.46 |
| 5.        | Francisco Gómez (CUB)     | 10.49 |
| 6.        | Zenon Licznerski (POL)    | 10.52 |
| 7.        | Dieter Steinmann (FRG)    | 10.67 |
| —         | Juris Silovs (URS)        | DNS   |

## Heats
- Held on July 23, 1980

| Placering | Heat 1                  | Tid   |
| --------- | ----------------------- | ----- |
| 1.        | Hasely Crawford (TRI)   | 10,42 |
| 2.        | Alexander Thieme (GDR)  | 10.64 |
| 3.        | Luciano Caravani (ITA)  | 10.66 |
| 4.        | Lambert Micha (BEL)     | 10.69 |
| 5.        | Gregory Simons (BER)    | 10.76 |
| 6.        | Bjarni Stefánsson (ISL) | 11.28 |
| —         | Wavala Kali (SUR)       | DNS   |
| —         | Robert Martin (CAN)     | DNS   |

| Placering | Heat 2                    | Tid   |
| --------- | ------------------------- | ----- |
| 1.        | Johnny Jones (USA)        | 10,43 |
| 2.        | Amadou Meité (CIV)        | 10.53 |
| 3.        | Ainsley Armstrong (TRI)   | 10.59 |
| 4.        | Mike Sharpe (BER)         | 10.70 |
| 5.        | Dominique Chauvelot (FRA) | 10.79 |
| 6.        | Mohamed Al-Sehly (KSA)    | 11.10 |
| 7.        | Werner Bastians (FRG)     | 11.17 |
| 8.        | Armando Padilla (NCA)     | 11.52 |

| Placering | Heat 3                     | Tid   |
| --------- | -------------------------- | ----- |
| 1.        | Petar Petrov (BUL)         | 10,46 |
| 2.        | Zenon Licznerski (POL)     | 10.60 |
| 3.        | Rui da Silva (BRA)         | 10.61 |
| 4.        | Christer Garpenborg (SWE)  | 10.64 |
| 5.        | Jean-Claude Amoureux (FRA) | 10.75 |
| 6.        | Abdul Kareem Al-Awad (KUW) | 11.27 |
| 7.        | Ayoub Bodaghi (IRI)        | 11.39 |

| Placering | Heat 4                 | Tid   |
| --------- | ---------------------- | ----- |
| 1.        | Don Quarrie (JAM)      | 10,38 |
| 2.        | Guy Abrahams (PAN)     | 10.40 |
| 3.        | Marvin Nash (CAN)      | 10.59 |
| 4.        | Michael Sands (BAH)    | 10.65 |
| 5.        | Dennis Trott (BER)     | 10.67 |
| 6.        | Peter Fitzgerald (AUS) | 10.87 |
| 7.        | Ronald Russell (ISV)   | 11.22 |

| Placering | Heat 5                          | Tid   |
| --------- | ------------------------------- | ----- |
| 1.        | Harvey Glance (USA)             | 10,37 |
| 2.        | Marian Woronin (POL)            | 10.56 |
| 3.        | Aleksandr Aksinin (URS)         | 10.60 |
| 4.        | Colin Bradford (JAM)            | 10.53 |
| 5.        | Pedro Ferrer (PUR)              | 10.76 |
| 6.        | Vasilios Papageorgopoulos (GRE) | 10.82 |
| 7.        | Leonard Jarvis (BAH)            | 10.87 |

| Placering | Heat 6                    | Tid   |
| --------- | ------------------------- | ----- |
| 1.        | Klaus-Dieter Kurrat (GDR) | 10,37 |
| 2.        | Valerij Borzov (URS)      | 10.53 |
| 3.        | Dieter Steinmann (FRG)    | 10.68 |
| 4.        | Francisco Gómez (CUB)     | 10.68 |
| 5.        | Barka Sy (SEN)            | 10.81 |
| 6.        | Masahide Jinno (JPN)      | 10.94 |
| 7.        | Colin Thurton (BIZ)       | 11.03 |
| 8.        | Siegfried Regales (AHO)   | 11.11 |

| Placering | Heat 7                      | Tid   |
| --------- | --------------------------- | ----- |
| 1.        | Steve Riddick (USA)         | 10,43 |
| 2.        | Andrzej Świerczyński (POL)  | 10.62 |
| 3.        | Adama Fall (SEN)            | 10.72 |
| 4.        | Suchart Chairsuvaparb (THA) | 10.75 |
| 5.        | Roland Bombardella (LUX)    | 10.76 |
| 6.        | Clive Sands (BAH)           | 10.82 |
| 7.        | Philippe Étienne (HAI)      | 11.05 |

| Placering | Heat 8                  | Tid   |
| --------- | ----------------------- | ----- |
| 1.        | Gilles Échevin (FRA)    | 10,53 |
| 2.        | Klaus Bieler (FRG)      | 10.58 |
| 3.        | Anat Ratanapol (THA)    | 10.71 |
| 4.        | Hermes Ramírez (CUB)    | 10.72 |
| 5.        | Momar N'Dao (SEN)       | 10.74 |
| 6.        | Ramli Ahmad (MAS)       | 10.98 |
| —         | Rene Mberinguerer (CAF) | DNS   |

| Placering | Heat 9                 | Tid   |
| --------- | ---------------------- | ----- |
| 1.        | Sammy Monsels (SUR)    | 10,58 |
| 2.        | Silvio Leonard (CUB)   | 10.62 |
| 3.        | Juris Silovs (URS)     | 10.70 |
| 4.        | Chris Brathwaite (TRI) | 10.71 |
| 5.        | Endre Lépold (HUN)     | 10.82 |
| 6.        | Pearson Jordan (BAR)   | 10.95 |
| 7.        | Tony Moore (FIJ)       | 11.16 |